# Sophialaan 3 (Baarn)
Het huis op Sophialaan 3 is een beschermd gemeentelijk monument in Baarn, in de provincie Utrecht.
De nok van het huis met in renaissancestijl versierde voorgevel staat dwars op de Sophialaan. Rechts is een erker aangebouwd. In het midden van de straatgevel is een inpandig portiek. Het overstekende dak is betimmerd en heeft opvallende schoren.